# Armes reiches Mädchen – Die Geschichte der Barbara Hutton
Armes reiches Mädchen: Die Geschichte der Barbara Hutton (Originaltitel: Poor Little Rich Girl: The Barbara Hutton Story) ist ein biografisches Fernsehdrama über das Leben von Barbara Hutton aus dem Jahr 1987 von Charles Jarrott mit Farrah Fawcett in der Titelrolle und James Read. Als Vorlages diente das Buch Poor Little Rich Girl: The Life and Legend of Barbara Hutton von C. David Heymann aus dem Jahr 1983.

## Handlung
Das Biopic handelt von Barbara Hutton, der zweiten Ehefrau von Cary Grant. Sie war achtmal verheiratet, ihre Ehe mit Cary Grant war die dritte. Hutton war die Erbin des riesigen Woolworth-Vermögens. Grant war der Einzige, der auf alle Ansprüche auf ihr Vermögen verzichtete, jedoch wurde das Paar „Cash and Cary“ genannt. Sie führte ihr Leben an exotischen Orten wie Dänemark und Marokko. Sie galt als schlechte Mutter für ihren einzigen Sohn, Lance Reventlow. Ihr Sohn kam 1972 in den Rocky Mountains in Colorado bei einem Flugzeugabsturz ums Leben.

## Rezeption

### Auszeichnungen und Nominierungen
Golden Globe Awards 1988
- 1988: Golden Globe für Best Miniseries or Motion Picture Made for Television (gewonnen)
- 1988: Golden Globe für Best Performance by an Actress in a Miniseries or Motion Picture Made for Television (Farrah Fawcett nominiert)

Emmy (alle gewonnen)
- 1988: Primetime Emmy für Outstanding Hairstyling for a Miniseries or Special (für Claudia Thompson, Aaron F. Quarles, Jan Archibald und Stephen Rose)
- 1988: Primetime Emmy für Outstanding Makeup for a Miniseries or a Special (für Ronnie Specter, Linda DeVetta und Pauline Heys)
- 1988: Primetime Emmy für Outstanding Costume Design for a Miniseries or a Special (für Jane Robinson)

### Kritik
Das Lexikon des internationalen Films beurteilt den Film als „[o]berflächliche (Fernseh-)Biografie“.